# Aire d'attraction de Laragne-Montéglin
L'aire d'attraction de Laragne-Montéglin est un zonage d'étude défini par l'Insee pour caractériser l’influence de la commune de Laragne-Montéglin sur les communes environnantes. Publiée en octobre 2020, elle se substitue à l'aire urbaine de Laragne-Montéglin, qui comportait 2 communes dans le zonage de 2010.

### Carte

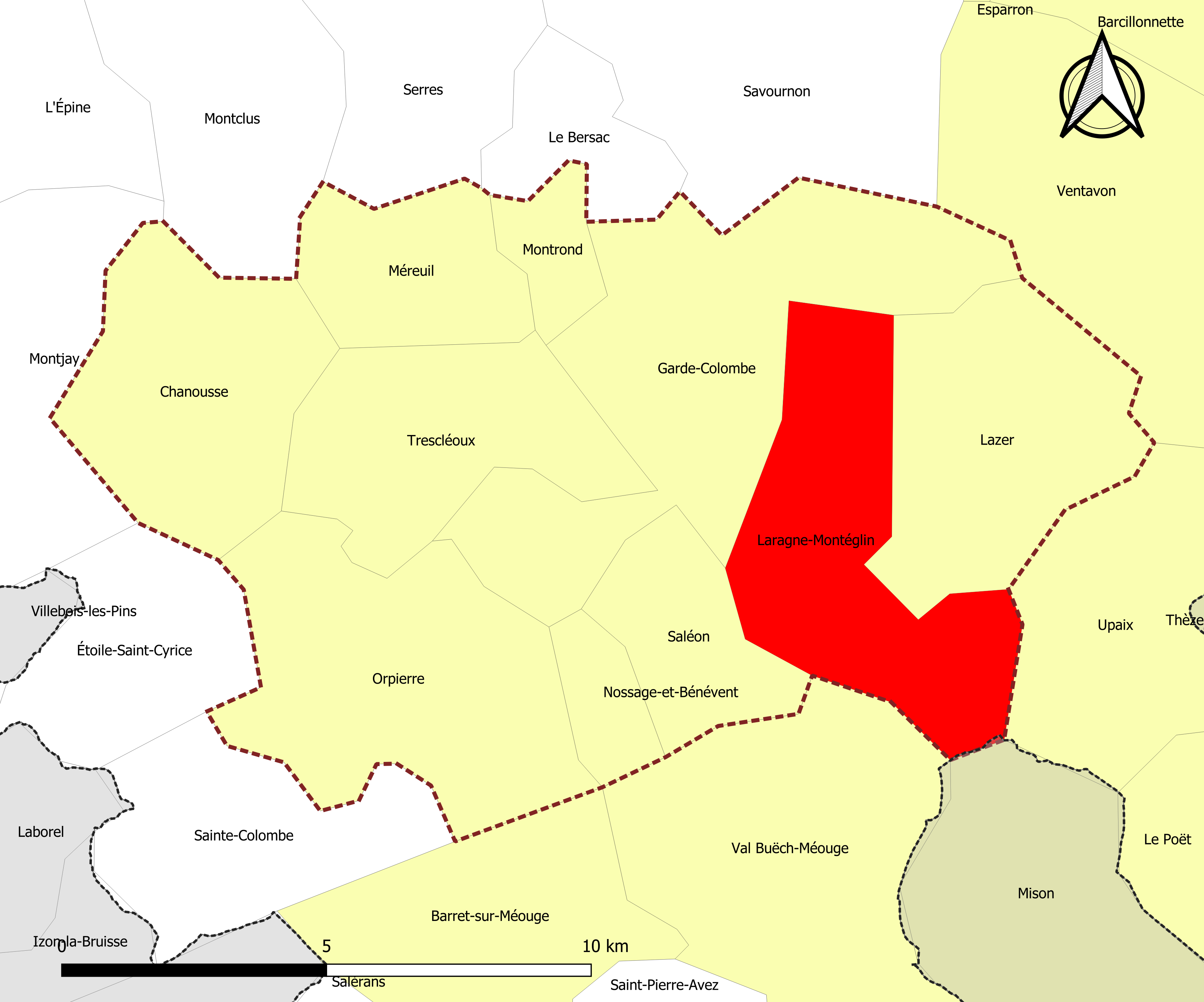
Carte de l'aire d'attraction de Laragne-Montéglin.
Commune-centre
Commune de la couronne

## Définition
L'aire d'attraction d'une ville est composée d’un pôle, défini à partir de critères de population et d’emploi ainsi que d’une couronne constituée des communes dont au moins 15 % des actifs travaillent dans le pôle. Le pôle d’attraction constitue ainsi un point de convergence des déplacements domicile-travail,.

## Géographie
L’aire d'attraction de Laragne-Montéglin est une aire intra-départementale qui comporte 10 communes dans les Hautes-Alpes. 

### Composition communale
| Nom                                | Code Insee | Département  | Statut                 | Superficie (km2) | Population (dernière pop. légale) | Densité (hab./km2) | Modifier                                    |
| ---------------------------------- | ---------- | ------------ | ---------------------- | ---------------- | --------------------------------- | ------------------ | ------------------------------------------- |
| Laragne-Montéglin (commune-centre) | 05070      | Hautes-Alpes | commune-centre         | 23,51            | 3 566 (2022)                      | 152                | modifier les données · modifier les données |
| Chanousse                          | 05033      | Hautes-Alpes | commune de la couronne | 20,32            | 39 (2022)                         | 1,9                | modifier les données · modifier les données |
| Garde-Colombe                      | 05053      | Hautes-Alpes | commune de la couronne | 34,61            | 523 (2022)                        | 15                 | modifier les données · modifier les données |
| Lazer                              | 05073      | Hautes-Alpes | commune de la couronne | 21,98            | 336 (2022)                        | 15                 | modifier les données · modifier les données |
| Méreuil                            | 05076      | Hautes-Alpes | commune de la couronne | 10,61            | 105 (2022)                        | 9,9                | modifier les données · modifier les données |
| Montrond                           | 05089      | Hautes-Alpes | commune de la couronne | 4,46             | 89 (2022)                         | 20                 | modifier les données · modifier les données |
| Nossage-et-Bénévent                | 05094      | Hautes-Alpes | commune de la couronne | 4,31             | 11 (2022)                         | 2,6                | modifier les données · modifier les données |
| Orpierre                           | 05097      | Hautes-Alpes | commune de la couronne | 27,57            | 319 (2022)                        | 12                 | modifier les données · modifier les données |
| Saléon                             | 05159      | Hautes-Alpes | commune de la couronne | 9,86             | 81 (2022)                         | 8,2                | modifier les données · modifier les données |
| Trescléoux                         | 05172      | Hautes-Alpes | commune de la couronne | 18,68            | 301 (2022)                        | 16                 | modifier les données · modifier les données |

## Démographie
Cette aire est catégorisée dans les aires de moins de 50 000 habitants, une catégorie qui regroupe 12,2 % de la population au niveau national,.